# Aeroport de Lansing
L'Aeroport de Lansing (codi IATA: LAN, codi OACI: KLAN) - en anglès Capital Region International Airport - és un aeroport a prop de la ciutat de Lansing, a la localitat de DeWitt Township. És a 5 km nord-oest del districte financer de Lansing. L'aeroport resideix a alçat de 861 peus (262 m) damunt elnivell de mar. El conjunt aeroportuari cobreix una àrea de 874,1 hectàrees i disposa de tres pistes d'aterratge. És un petit centre de connexions per UPS Airlines a Michigan. L'any 2013, l'aeroport va gestionar 418.850 passatgers.

## Història
L'aeroport va ser inaugurat el 14 de juliol 1928. El terminal es va inaugurar el 1959 per donar pas a més passatgers. El desembre de 2009, USA3000 Airlines inaugurat servei setmanal entre Lansing i Cancún, Mèxic.

## Aerolínies i destinacions
| Companyia            | Destinacions                                        |
| -------------------- | --------------------------------------------------- |
| Allegiant Air        | Orlando/Sanford                                     |
| Delta Connection     | Detroit, Minneapolis/St. Paul de temporada: Atlanta |
| Sun Country Airlines | Minneapolis/St. Paul, Washington-National           |
| United Express       | Chicago-O'Hare                                      |